# 卡爾霍恩縣 (密歇根州)
卡爾霍恩縣（英語：Calhoun County）是美国密西根州南部的一個縣，面積1,861平方公里。根據2020年美國人口普查統計，全县共有人口13萬4,310人。縣治馬歇爾（Marshall）。該縣成立於1833年。縣名紀念曾任兩屆美国副总统的约翰·卡德威尔·卡尔霍恩（John Caldwell Calhoun）。